# Policja Izraela

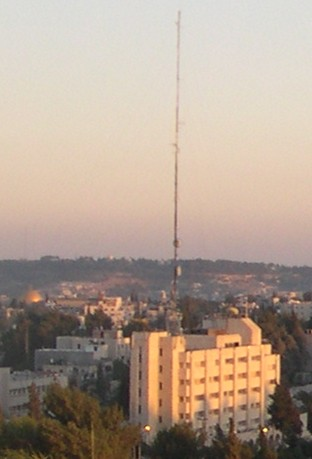
Komenda Główna Izraelskiej Policji położona w Jerozolimie

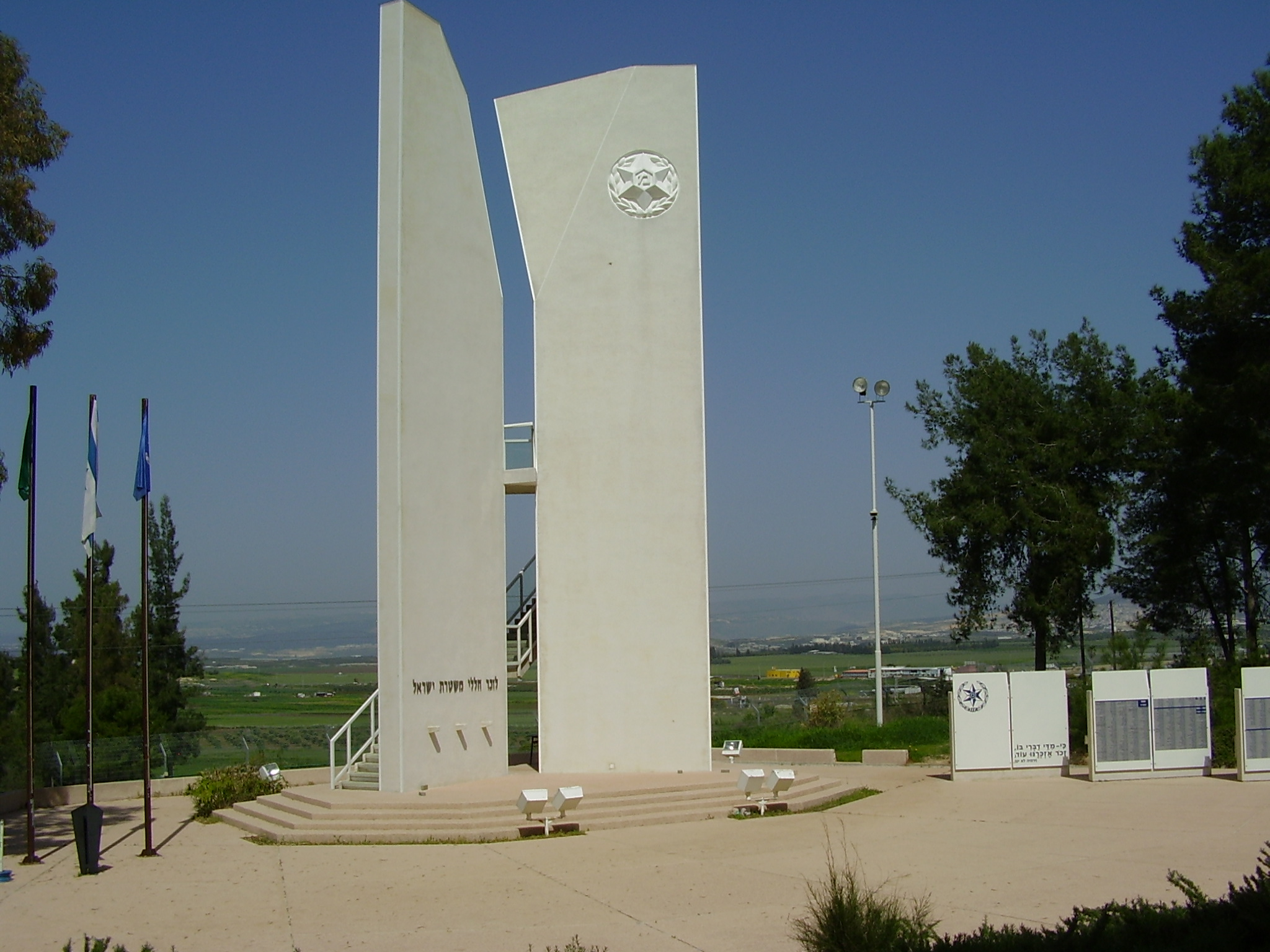
Pomnik ku czci izraelskiej policji

Policja Izraela (hebr. משטרת ישראל, Miszteret Jisra’el) – umundurowana i uzbrojona formacja przeznaczona do ochrony bezpieczeństwa ludzi i mienia oraz do utrzymywania bezpieczeństwa i porządku publicznego w Izraelu. Tak jak w przypadku policji z innych krajów, do głównych zadań izraelskiej policji należy pilnowanie przestrzegania prawa i ściganie przestępców, jak również zapewnienie ochrony i pomocy w sytuacjach kryzysowych zarówno wobec ludzi jak i mienia. Jeżeli jest to konieczne, policja nadzoruje na poziomie operacyjnym także wszelkie służby ratownicze.
Podlega Ministerstwu Bezpieczeństwa Wewnętrznego.
W  2010 policja izraelska liczyła około 28 tys. zawodowych policjantów, oraz około 50 tys. ochotniczych cywilnych ochroniarzy, którzy pomagają siłom policyjnym w pilnowaniu porządku na terenie własnych miejscowości.
Telefonem alarmowym policji na terenie całego Państwa Izrael jest numer „100”.
Komenda Główna izraelskiej policji jest znajduje się na terenie osiedla Kirjat Menachem Begin w Jerozolimie.

## Historia

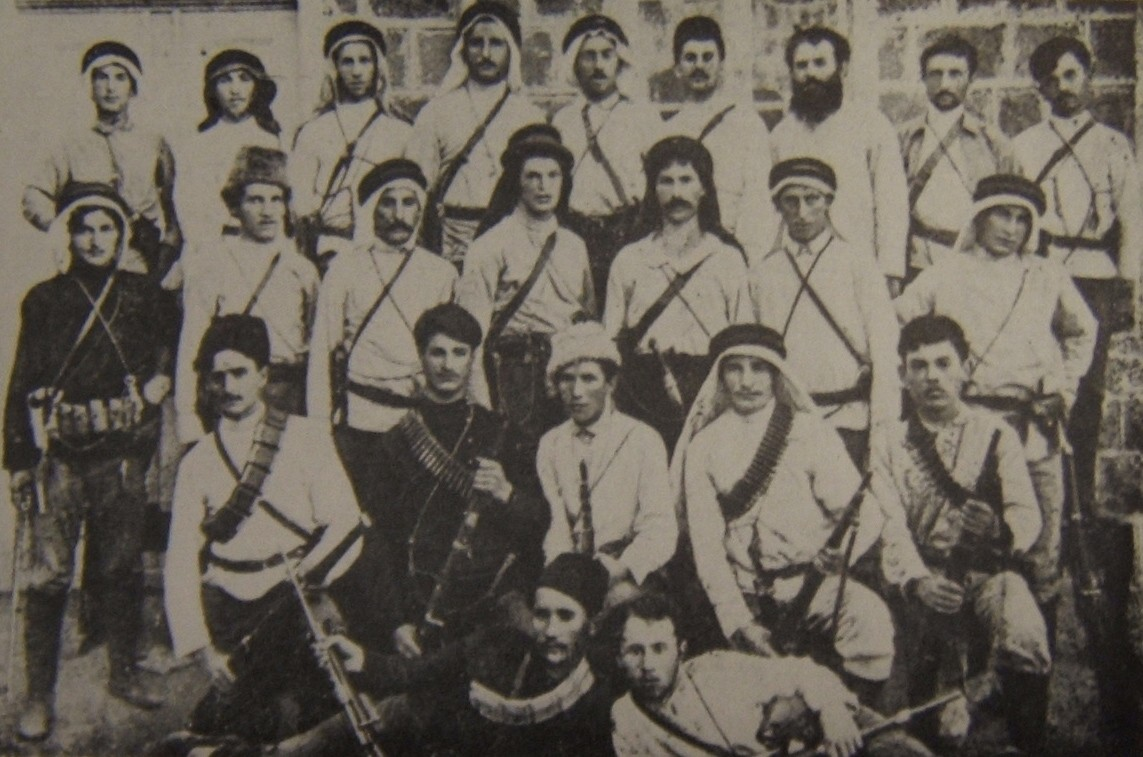
Członkowie Ha-Szomer, w 1909

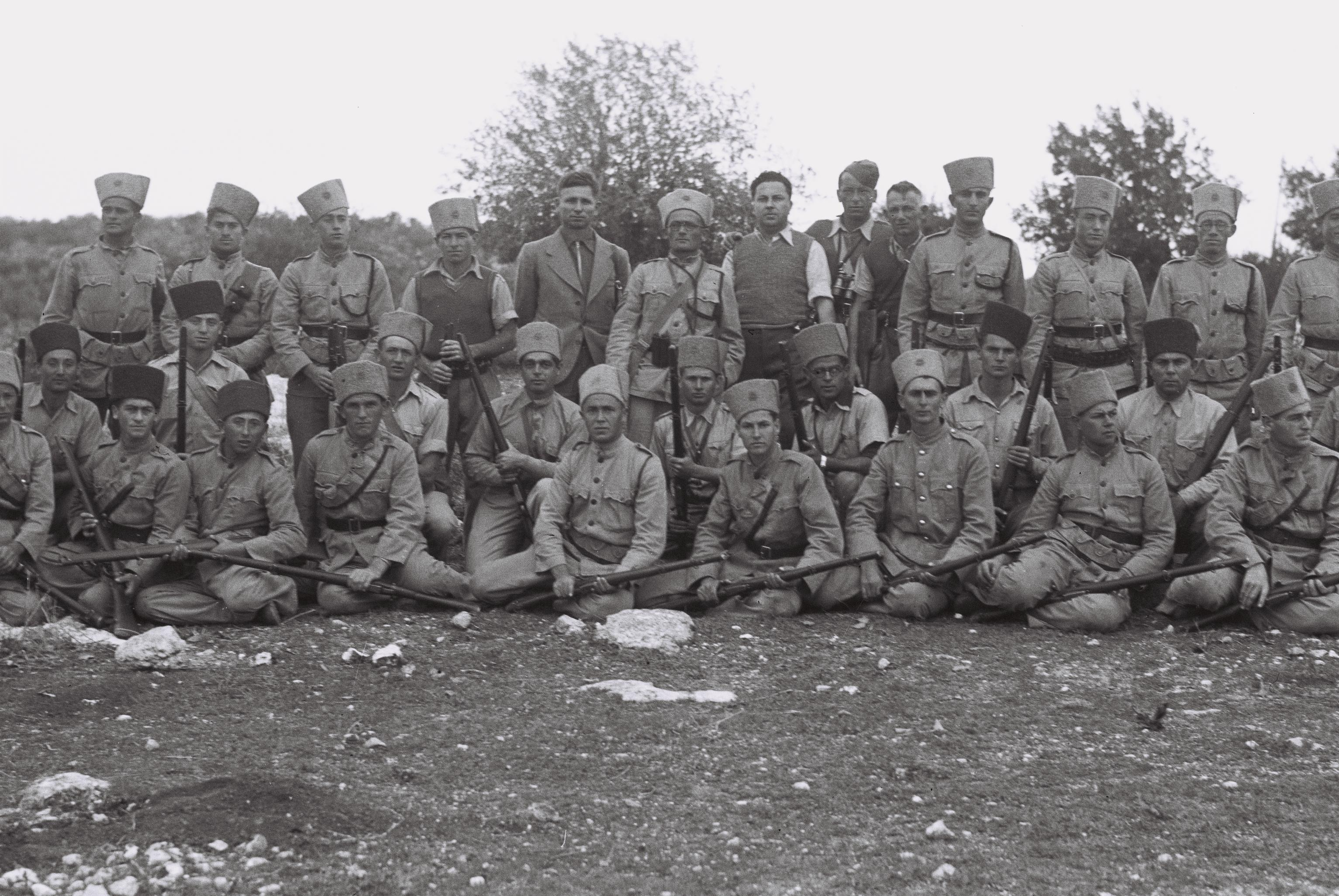
Jewish Settlement Police – 1938

Idea istnienia izraelskiej policji jest głęboko zakorzeniona w kulturze narodu żydowskiego i sięga czasów biblijnych. Nawiązuje do tego Księga Liczb 11:16. Stworzona w ten sposób hierarchia w społeczeństwie żydowskim służyła utrzymaniu ładu i porządku społecznego.

I rzekł Pan do Mojżesza: Zbierz mi siedemdziesiąt mężów ze starszych Izraelskich, które znasz, że są starszymi ludu, i książęta jego, a przywiedź je przed namiot zgromadzenia, i stać tam będę z tobą – Księga Liczb 11:16.

Nowożytna policja izraelska sięga swoimi korzeniami do żydowskiej organizacji samoobrony Ha-Szomer, utworzonej w 1909 w Palestynie pod panowaniem tureckim. W okresie tym rozpoczęło się żydowskie osadnictwo w Ziemi Izraela, a nowo tworzone osady stanęły przed poważnym problemem zachowania bezpieczeństwa. Władze tureckie nie przeciwstawiały się arabskim atakom, co pobudziło żydowskich osadników do stworzenia organizacji samoobrony „Ha-Szomer”, która stała się zaczątkiem żydowskiej policji i żydowskiej żandarmerii w Palestynie. Ich zadaniem było chronienie żydowskich mieszkańców przed arabskimi zamieszkami. Ci „Hebrajscy Policjanci” przyczynili się do zmniejszenia liczby napaści na żydowskie osiedla, dzięki czemu poprawił się stan bezpieczeństwa publicznego Palestyny.
Gdy w 1917 Palestyna przeszła pod panowanie Brytyjczyków, marszałek Edmund Allenby nakazał utworzenie komisariatów policji we wszystkich miejscowościach, które wydawały się ważne dla brytyjskich władz mandatowych. Powstała w ten sposób „Palestyńska Żandarmeria” składająca się całkowicie z funkcjonariuszy żydowskich, którzy nazywali tę jednostkę „Doskonałą Policją”. Do podstawowych zadań tej jednostki policyjnej należało zwalczenie wszelkich niepokojów społecznych i zamieszek. W 1921 Brytyjczycy przyjęli Ustawę Policyjną, która była pierwszym prawem określającym strukturę i funkcję policji w Palestynie.
Dzięki nowym regulacjom prawnym, mieszkańcy żydowskich osiedli zaczęli korzystać z możliwości werbowania do brytyjskiej policji, uzyskując w ten sposób dostęp do szkolenia policyjnego i otrzymując prawo do posiadania broni. Podczas arabskiej rewolty w latach 1936–1939 żydowscy policjanci zdali sobie sprawę, że nie posiadają wystarczającej siły by obronić wszystkie atakowane osiedla w Palestynie. Zdecydowano się wówczas na utworzenie nowej organizacji policyjnej, która otrzymała nazwę „Żydowskiej Policji Osiedli” (ang. Jewish Settlement Police). Funkcjonariusze tych oddziałów policyjnych otrzymywali szkolenie oraz broń od policji brytyjskiej. W rzeczywistości ta nowa organizacja policyjna stała się przykryciem dla tajnej żydowskiej organizacji militarnej Hagana, której zadaniem była obrona żydowskiego osadnictwa w Palestynie.
Stopniowo brytyjska policja zaczęła ulegać arabskim atakom i przeszła do działań typowo obronnych, koncentrując się na ochronie ładu społecznego w miastach, pozostawiając żydowskie osiedla same sobie. W rozkazie bronienia ludności miejscowej, brytyjskie władze mandatowe nakazały wybudowanie sieci ufortyfikowanych placówek policyjnych, które nazwano „fortami Tigart”. Były one tak skonstruowane, że mogły wytrzymać ostrzał i ataki ze strony arabskich napastników. Niektóre z tych obiektów służą izraelskiej policji do chwili obecnej. Żydowscy policjanci byli wówczas w bardzo trudnej sytuacji. Podlegali oni rozkazom brytyjskiego dowództwa policji, które było zainteresowane wykonywaniem rozkazów swoich przełożonych, a nie niesieniem pomocy atakowanym żydowskim osiedlom. Dlatego akty pomocy ze strony żydowskich policjantów były w owym czasie tylko pojedynczymi decyzjami jednostek, a nie działaniem policji jako takiej.

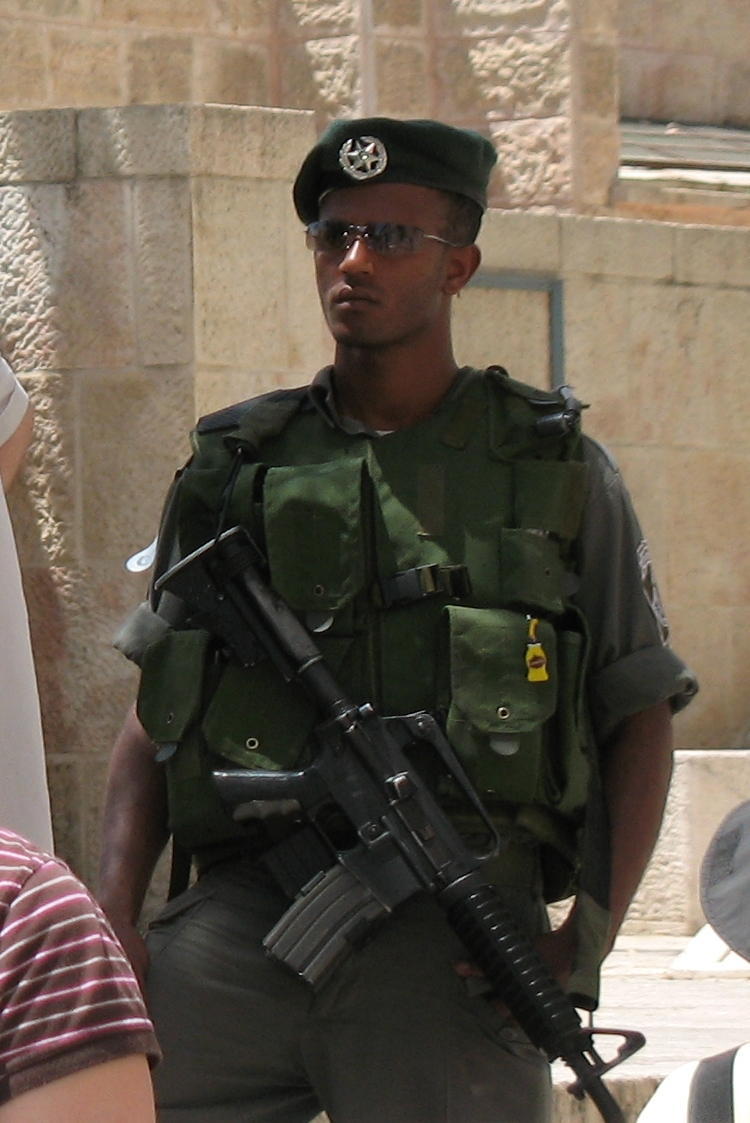
Funkcjonariusz Straży Granicznej w Jerozolimie

Przygotowania do utworzenia Izraelskiej Policji rozpoczęto na pół roku przed ogłoszeniem deklaracji niepodległości Izraela. Na czele zespołu przygotowawczego stał Jehezkel Sahar i jego asystent Josef Nahmias. 15 maja 1948 pierwszy minister bezpieczeństwa wewnętrznego Bechor-Szalom Szitrit, powołał na pierwszego komisarza policji Jehezkel Sahara. Do nowo utworzonej Policji przeniesiono 1200 żołnierzy Sił Obronnych Izraela oraz 700 funkcjonariuszy z brytyjskiej policji mandatowej. Pierwszymi posterunkami były opuszczone posterunki policji mandatowej, na które rozwieziono pierwsze mundury policyjne i rozpoczęto tworzenie struktur organizacyjnych. Po pierwszym okresie organizacji, policja zaczęła stopniowo uniezależniać się od struktur dowodzenia i łączności wojskowej. Izraelska policja bardzo szybko rozpoczęła samodzielną działalność w zakresie szkoleń, dochodzeń kryminalnych, kontroli ruchu drogowego i innych. W tym pierwszym okresie istnienia państwa Izraela, policjanci musieli pomagać armii w budowie fortyfikacji i organizowaniu budowy żydowskich osiedli oraz obozów dla imigrantów.
W 1953 w ramach policji wojskowej powstała izraelska Straż Graniczna (hebr. מִשְׁמַר הַגְּבוּל, Miszmar ha-Gwul), spełniająca zadania straży granicznej. Podczas kryzysu sueskiego w 1956 niektóre jednostki policyjne musiały współpracować z wojskiem podczas zabezpieczenia rozległych terenów Półwyspu Synaj.
Około 1958 nastąpiło powolne zmniejszenie się fali żydowskich imigrantów napływających do Państwa Izraela. Równocześnie młode państwo zdołało już stworzyć podstawy własnych systemów infrastruktury i poprawiło warunki życia społeczeństwa. Uzyskanie reparacji od rządu Niemiec pomogło poprawić sytuację gospodarczą i przyczyniło się do wzrostu dobrobytu. Jednak absorpcja imigrantów była nieustannym problemem społecznym, wywołującym liczne niepokoje publiczne (strajki, demonstracje itp.). W okresie tym izraelska policja stanęła przed koniecznością przeprowadzenia zasadniczej reorganizacji. Policja musiała przejść od działań typowo wojskowych do operacyjnych działań policyjnych. Proces reorganizacji policji przeprowadzono w latach 1958–1960. Nastąpiło rozdzielenie pracy operacyjnej od działalności centrali. W ten sposób ustalono standardy różnych sekcji i jednostek policyjnych, dostosowując je do wymogów rozwijającego się nowoczesnego państwa. Nowo tworzony system był bardzo postępowy, policjanci przechodzili nowe szkolenia, otrzymywali nowe wyposażenie oraz budowano nowe posterunki policyjne.
Gdy w 1974 nasiliło się zjawisko palestyńskiego terroryzmu, rząd Izraela zdecydował się obciążyć policję większą odpowiedzialnością za bezpieczeństwo wewnętrzne. Pierwszą reakcją było utworzenie w 1974 Straży Obywatelskiej (hebr. משמר אזרחי, Miszmar Ezrachi), składającej się z uzbrojonych cywilnych ochotników patrolujących w nocy okolice swoich domów. Równocześnie podjęto analizę potrzeb i możliwości, aby przygotować się do prowadzenia działań antyterrorystycznych. W tym celu w 1976 powołano specjalną jednostkę antyterrorystyczną policji Jamam (hebr. יחידת משטרתית מיוחדת, Jechidat Misztartit Mejuchedet; ang. Special Police Unit).
Od 1987, podczas pierwszej intifady i intifady Al-Aksa izraelska policja wielokrotnie musiała zmierzyć się z arabskimi rozruchami, które niekiedy przyjmowały charakter otwartej konfrontacji. Funkcjonariusze policji byli także ostatnią linią obrony przez zamachami terrorystycznymi, wielokrotnie uniemożliwiając zamachowcom-samobójcom przeprowadzenie ataków.

## Natura działalności Izraelskiej Policji
Rola i zadania Izraelskiej Policji są określone przez uchwaloną w 1971 Ustawę Policyjną. Mówi ona, że Policja prowadzi działalność na dwóch polach pracy:
- bezpieczeństwo publiczne – utrzymywanie porządku w miejscach publicznych, zabezpieczanie imprez masowych, kontrola ruchu drogowego, przeciwdziałanie przestępczości młodzieżowej, prowadzenie kampanii edukacyjnych, prowadzenie dochodzeń śledczych, przeprowadzanie tajnych operacji antynarkotykowych, a także tłumienie zamieszek i panowanie nad tłumem;
- bezpieczeństwo wewnętrzne – zapobieganie przypadkom sabotażu i atakom terrorystycznym na obszarze państwa. Struktura izraelskiej policji umożliwia szybką dyslokację sił policyjnych i wykonywanie postawionych zadań. W związku z trudnym zadaniem zapewnienia bezpieczeństwa wewnętrznego, utworzono specjalistyczne jednostki policyjne umożliwiające podjęcie różnorodnych działań. Szczególną jednostką jest Policja Graniczna, wykonująca zadania głównie na granicach państwa[1].

Policja posiada własny kodeks etyczny, którego celem jest, aby izraelski policjant przestrzegał prawa w duchu deklaracji niepodległości Izraela, kierując się aspiracjami poprawy jakości życia w społeczeństwie Izraela. Kodeks etyczny dąży do poprawienia zachowania policjantów zgodnie z następującymi zasadami:
- Ochrona i egzekwowanie prawa – policjant egzekwuje prawo, zapobiega i odkrywa jego naruszenia. Utrzymuje porządek publiczny, przy jednoczesnym przestrzeganiu prawa w ramach obowiązujących instrukcji i nadanych mu uprawnień.
- Ochrona życia i mienia – policjant będzie bronił każdego człowieka, jego życie i mienie, z determinacją i odwagą.
- Ochrona Praw Człowieka – policjant będzie chronił prawa jednostki, będzie zachowywać się uprzejmie i z cierpliwością wobec wszystkich. Będzie pracować w celu zwiększenia zaufania publicznego dla policji, spostrzegając siebie jako osobę służącą społeczeństwu, a nie osobę panującą nad innymi.
- Dawanie osobistego przykładu – policjant będzie służyć jako przykład swoim wyglądem i zachowaniem przez cały czas, będzie unikał sytuacji uwłaczających jego statusowi, będzie zachowywał się zgodnie z wysokimi standardami moralnymi, zachowa swoją integralność, uczciwość i wiarygodność, będzie przestrzegać tajemnicy i przedstawiać tylko prawdę.
- Profesjonalizm i odpowiedzialność – policjant będzie przygotowany do wypełniania swoich obowiązków przez cały czas, będzie wykonywał swoją pracę profesjonalnie i bezstronnie, pozostanie niewzruszony w sytuacjach zagrożenia, biorąc na siebie odpowiedzialność za wyniki własnych czynów[1].

### Uprawnienia Policji
W ramach wykonywania swoich ustawowych obowiązków Policja wykonuje czynności: operacyjno-rozpoznawcze, dochodzeniowo-śledcze i administracyjno-porządkowe.
Wykonując wymienione czynności policjanci mają prawo do:
- legitymowania osób w celu ustalenia ich tożsamości;
- zatrzymywania osób na zasadach określonych w przepisach Kodeksu postępowania karnego i innych ustaw;
- zatrzymywania osób pozbawionych wolności, które korzystając z przepustki nie powróciły w wyznaczonym terminie do Zakładu Karnego lub Aresztu Śledczego;
- zatrzymywania osób stwarzających zagrożenie dla życia lub zdrowia ludzkiego i mienia;
- pobierania od osób wymazu ze śluzówki policzków celu identyfikacji osób o nieustalonej tożsamości oraz osób usiłujących ukryć swoją tożsamość, jeżeli ustalenie tożsamości w inny sposób nie jest możliwe, pobierania materiału biologicznego ze zwłok ludzkich o nieustalonej tożsamości;
- przeszukiwania osób i pomieszczeń na podstawie przepisów postępowania karnego i innych ustaw;
- dokonywania kontroli osobistej, a także przeglądania zawartości bagaży i sprawdzania ładunku w portach i na dworcach oraz w środkach transportu lądowego, powietrznego i wodnego, w razie istnienia uzasadnionego podejrzenia popełnienia czynu zabronionego pod groźbą kary;
- obserwowania i rejestrowania obrazu zdarzeń w miejscach publicznych, a w określonych przypadkach, także i dźwięku,
- żądania pomocy od instytucji państwowych, organów administracji rządowej i samorządu terytorialnego oraz jednostek gospodarczych prowadzących działalność w zakresie użyteczności publicznej, oraz zwracania się o niezbędną pomoc do innych jednostek gospodarczych i organizacji społecznych, jak również zwracania się w nagłych wypadkach do każdej osoby o udzielenie doraźnej pomocy, w ramach obowiązujących przepisów prawa.

## Struktura Izraelskiej Policji
W odróżnieniu od policji państw federalnych, takich jak Stany Zjednoczone, izraelska policja jest policją państwową, która obejmuje swoim działaniem całe terytorium państwa.
Izraelska policja jest organizacją hierarchiczną, która podlega Ministrowi Bezpieczeństwa Wewnętrznego. Ministerstwo nadzoruje działanie policji oraz służb więziennych. Do zadań Ministerstwa należą: nadzorowanie działań policji wewnętrznej, formułowanie zadań i nadzorowanie ich wypełniania, podział zasobów na jednostki i monitorowanie wykorzystania zasobów, inicjowanie projektów w zakresie bezpieczeństwa, przyjmowanie skarg i zażaleń, łączność z innymi ministerstwami i rządem, utrzymywanie kontaktów z innymi resortami siłowymi, monitorowanie badań rozwojowych, planowanie i inne.

### Wydziały
W ramach struktury Policji Izraela istnieje siedem wydziałów:
- Wydział Ruchu Drogowego,
- Wydział Dochodzeniowo-wywiadowczy,
- Wydział Kadr,
- Wydział Wsparcia i Logistyki,
- Wydział ds. Bezpieczeństwa i Społeczności,
- Wydział Planowania i Organizacji[4][5].

Wydział Ruchu Drogowego odpowiada za egzekwowanie przepisów ruchu drogowego. Odpowiada za pośredni i bezpośredni wpływ na kierowców w celu zminimalizowania i zapobiegania wypadkom drogowym.
Wydział Dochodzeniowo-wywiadowczy jest głównym wydziałem zwalczającym i przeciwdziałającym przestępczości. W jej ramach działają cztery jednostki:
- Krajowa jednostka ds. dochodzeń w sprawie oszustw,
- Krajowa jednostka ds. dochodzeń międzynarodowych,
- Jednostka ds. walki z przestępczością gospodarczą,
- Krajowa jednostka ds. zapobiegania kradzieży pojazdów.

Zadaniem tego wydziału jest koordynacja i integracja działań policji przeciwko przestępstwom krajowym i zagranicznym, zapewnianie narzędzi, metod i teorii działania w walce z przestępczością, ściganie przestępstw funkcjonariuszy izraelskiej Służby Więziennej.
Wydział ds. Bezpieczeństwa i Społeczności pomaga Inspektorowi Generalnemu w koordynacji, zarządzaniu i nadzorowaniu działań jednostek policyjnych w społecznościach lokalnych. W ramach tego wydziału funkcjonuje:
- Dział Wolontariuszy. Odpowiada za budowanie i utrzymanie sieci wolontariuszy w ramach Policji Izraela, nadzór na działalnością Straży Obywatelskiej, nadzór nad szkoleniem wolontariuszy, sprzęt dla wolontariuszy[9],
- Dywizja Zabezpieczenia i Licencjonowania. Odpowiada ona za zabezpieczenie i ochronę ministerstw, budynków użyteczności publicznej, obiektów policyjnych, instytucji edukacji[10].

Wydział Planowania i Organizacji koordynuje pracę personelu i zarządza pod względem strategicznym zasobami i kadrami. Odpowiada za kontrolę i ocenę działań Policji Izraela, prowadzi badania statystyczne.
Wydział Wsparcia i Logistyki tworzy, utrzymuje i rozwija system i infrastrukturę logistyczną w policji, zaspokaja fizycznie, materiałowo, usługowo i operacyjnie potrzeby struktur. Wydział zajmuje się logistyką, uzbrojeniem, utrzymaniem floty pojazdów, budową, utrzymaniem i rozwojem posterunków.

### Główny Inspektor Policji
Na czele Izraelskiej Policji stoi Główny Inspektor (hebr. הכללי), odpowiadający za działanie resortu zgodnie z zarządzeniami ustalonymi przez Ministra Bezpieczeństwa Publicznego. W pracy Głównemu Inspektorowi pomaga Komenda Główna, koordynująca działaniami jednostek policyjnych w całym państwie.
Nieposłuszeństwo wobec rozkazów lub przełożonych jest wykroczeniem dyscyplinarnym i podlega jurysdykcji Sądu Dyscyplinarnego. W ciężkich przypadkach naruszenia prawa karnego, sprawy są przenoszone do sądów powszechnych. Skargi na funkcjonariuszy policji są rozpatrywane przez Zakład Badania Policji, który działa przy Ministerstwie Sprawiedliwości.
Pod zwierzchnictwem Głównego Inspektora znajdują się: Jednostka Relacji Zewnętrznych, Kontroler Policji, Rzecznik Prasowy Policji, Doradca Prawny Policji, Sąd Apelacyjny, Sąd Dyscyplinarny, Komisarz Inspekcji i Skarg, oraz Jednostka Bezpieczeństwa.

### Komenda Główna
W latach 1949–1967 Komenda Główna Izraelskiej Policji znajdowała się w Rosyjskiej Dzielnicy w Jerozolimie. Po wojnie sześciodniowej wybudowano nowy budynek Komendy Głównej na Górze Scopus.
Postęp technologiczny w dziedzinie kryminologii wymuszał na izraelskiej policji wybudowanie nowych specjalistycznych laboratoriów policyjnych. Poza tym rosła liczba mieszkańców państwa i policja potrzebowała nowej nowoczesnej siedziby, która sprostałaby nowym wymaganiom. Dlatego podjęto wysiłek budowy nowoczesnego kompleksu Komendy Głównej Policji, w pobliżu którego wybudowano osiedla mieszkaniowe dla pracowników i ich rodzin. Całość została zaprojektowana przez architekta Dana Eitana.
Nowa siedziba Komendy Głównej odpowiadała nowej rzeczywistości Państwa Izraela po 1967, ponieważ podkreślała izraelską obecność we Wschodniej Jerozolimie. Dodatkowo umożliwiało to szybsze i sprawniejsze działanie izraelskiej policji w arabskich dzielnicach miasta.
Funkcją Komendy Głównej Izraelskiej Policji jest pomaganie Głównemu Inspektorowi w prowadzeniu działalności, dystrybucji zapasów i środków, planowaniu inwestycji i koordynowaniu działań lokalnych jednostek policji oraz policji granicznej. Dodatkowo utrzymuje ona kontakty z zagranicznymi policjami, dostarcza specjalistycznych porad i wskazówek, promuje dział badań i rozwoju policji, oraz świadczy usługi komputerowe.
Komenda Główna posiada osiem głównych kierunków swojej działalności: (1) utrzymanie ładu i bezpieczeństwa, (2) przeciwdziałanie i wojna z przestępczością, (3) działalność wywiadowcza, (4) kontrola ruchu drogowego, (5) koordynowanie działań Straży Cywilnej, (6) planowanie i organizacja szeroko pojętych działań policyjnych, (7) udzielanie wsparcia i logistyki, (8) zarządzanie zasobami ludzkimi policji.
Na terenie całego państwa działają różne jednostki policyjne, wykonujące rozkazy Komendy Głównej w zakresie kontroli ruchu drogowego, prowadzenia dochodzeń, itp. Również niezależne jednostki współpracują z Komendą Główną i podlegają pod Głównego Inspektora Policji lub jego zastępców.

### Obszary działania policji

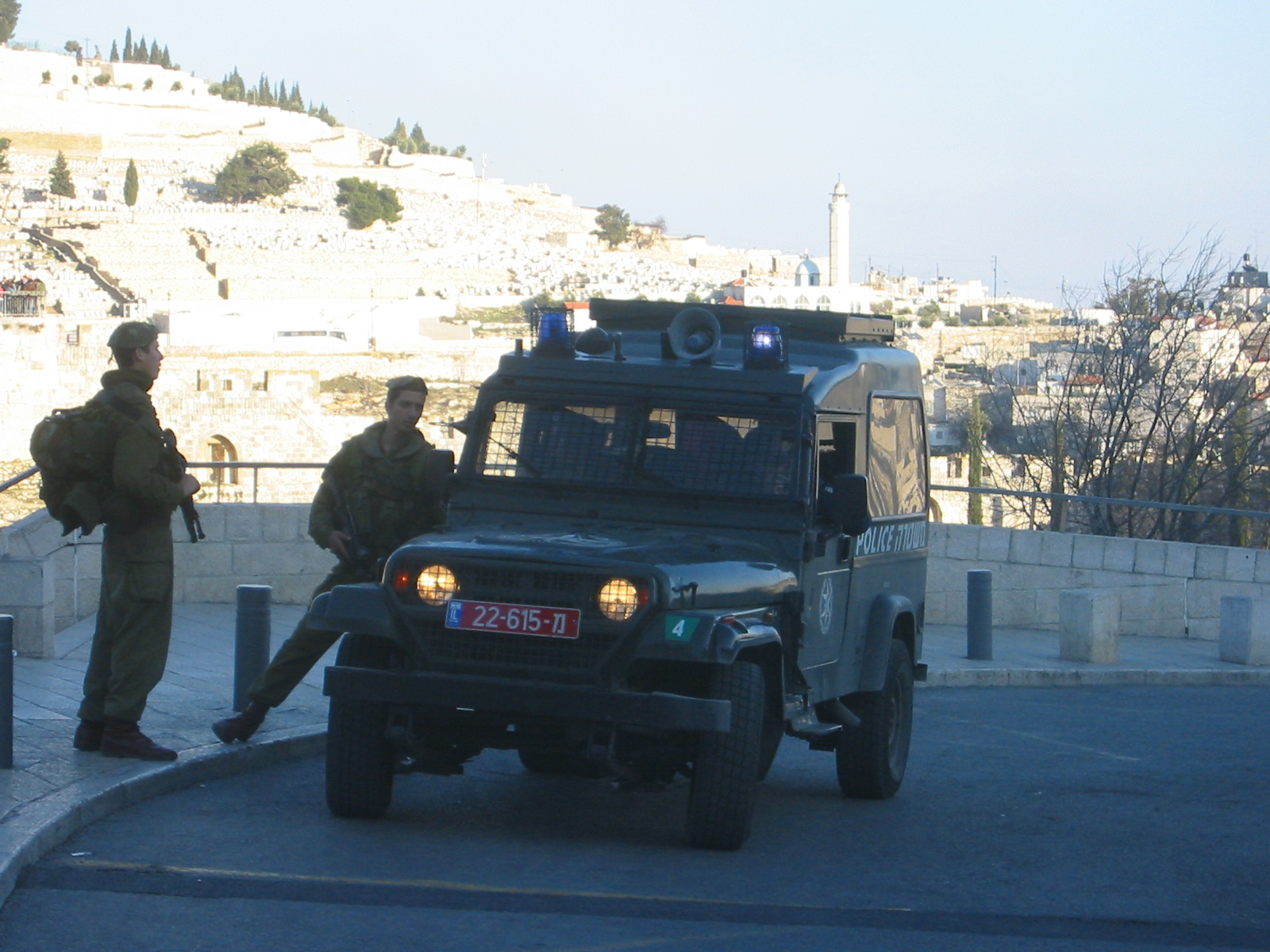
Straż Graniczna

Izraelskie siły policyjne są podzielone organizacyjnie na sześć dystryktów terytorialnych, odpowiadających podziałowi administracyjnemu państwa: Północny, Centralny, Tel Awiw, Jerozolima, Południowy oraz Judei i Samarii. Podstawową zasadą działania każdego z tych dystryktów jest to, że znajdują się pod wspólnym dowództwem. Dowódcy policji dystryktów są odpowiedzialni za prowadzenie operacji policyjnych na swoim terenie, w zakresie bezpieczeństwa wewnętrznego, bezpieczeństwa publicznego i walki z przestępczością.
Istnieją trzy poziomy dowodzenia Policji w dystryktach terytorialnych:
- Dystrykt – istnieją główne komendy policji dystryktu, które koordynują, nadzorują, kontrolują, dowodzą działaniami policyjnymi w dystrykcie. Główne komendy dystryktów podlegają pod wspólne dowództwo i jednocześnie współpracują z sobą, wymieniając się informacjami i koordynując wspólne działania.
- Region – dystrykty składają się z kilku regionów. Dowódcy policji regionu są odpowiedzialni za operacje policyjne na swoim obszarze administracyjnym. Praca komendy policji regionu polega na koordynowaniu, nadzorze i kontroli funkcjonowania posterunków policji na swoim obszarze, oraz utrzymywaniu współpracy z innymi regionami oraz swoją komendą główną dystryktu. Drugą częścią działalności są zadania operacyjne podległych jednostek policji, zajmujących się wywiadem, kontrolą ruchu drogowego, kryminalistyką, regionalną izbą zatrzymań oraz specjalnych jednostek patrolowych. W całym kraju znajduje się 19 regionów.
- Posterunek Policji – podstawowa jednostka policji, spełniająca funkcję bezpośredniego kontaktu z obywatelami. Istnieją 54 posterunki policji rozrzucone po całym terytorium państwa. Do zadań posterunków należą działania patrolowe, utrzymywanie bezpieczeństwa wewnętrznego na swoim obszarze, gromadzenie danych i informacji wywiadowczych dotyczących przestępczości na swoim obszarze. Posterunki policji współpracują z instytucjami lokalnych władz i starają się wciągać mieszkańców w działania na rzecz walki z przestępczością i poprawy jakości życia na swoim obszarze. W posterunkach odbywa się rekrutacja ochotników do Straży Cywilnej. W każdym posterunku znajduje się stanowisko do spraw bezpieczeństwa, które jest odpowiedzialne za koordynację działań wszystkich organów cywilnych na swoim obszarze w zakresie bezpieczeństwa. Niektóre posterunki policji utrzymują dodatkowe placówki policyjne w miejscach szczególnych, takich jak np. centra miejskie, obszary popularne turystycznie, mariny lub nadmorskie deptaki[1].

Policja Graniczna stanowi odrębną zawodową jednostkę policyjną, która działa na obszarze wszystkich dystryktów administracyjnych. Jest ona wyspecjalizowana w działaniach na rzecz ochrony granic państwa i przeciwdziałaniu terroryzmowi. Podlega ona pod wspólne dowództwo.

### Krajowe jednostki policji

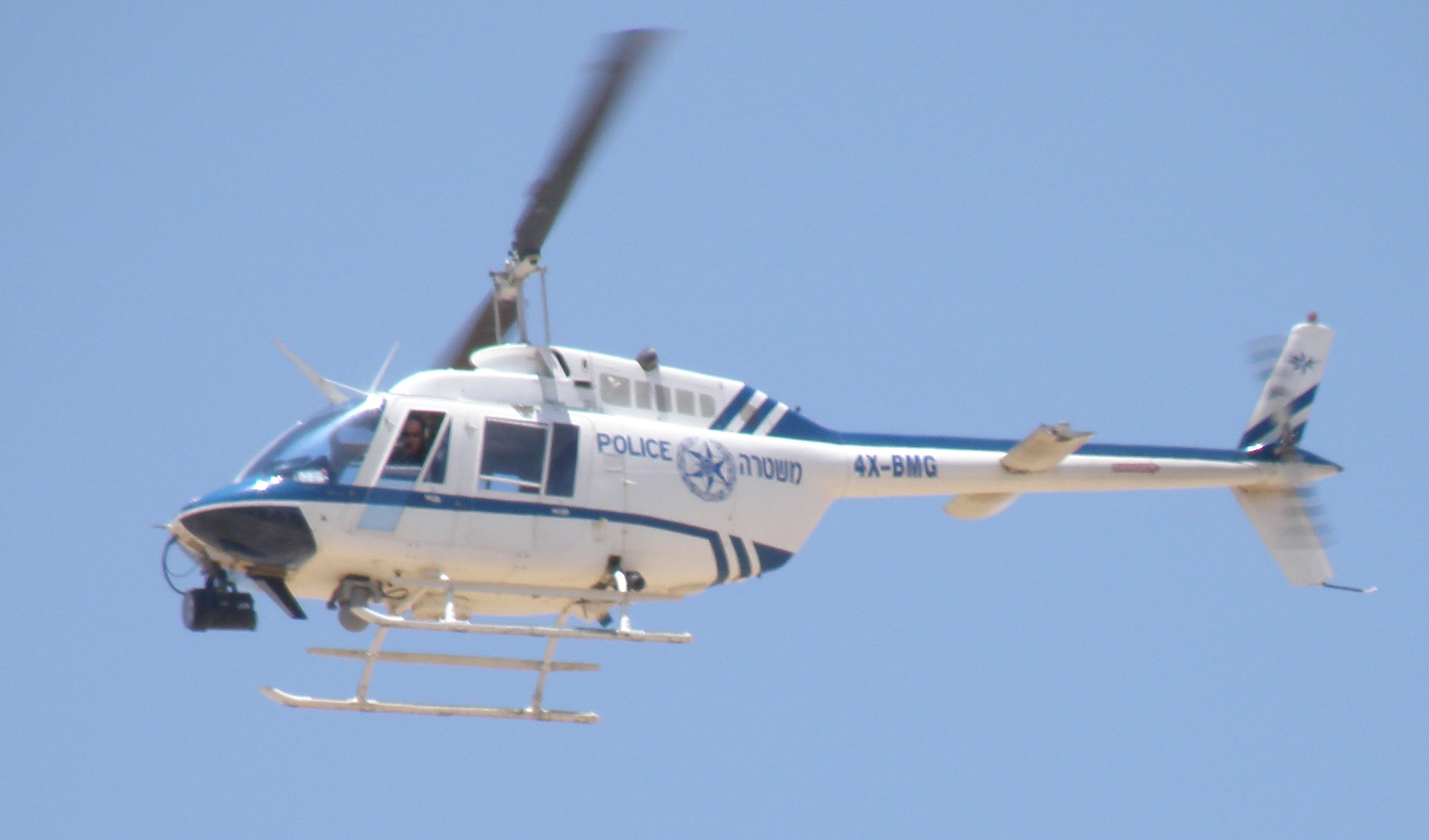
Helikopter izraelskiej policji

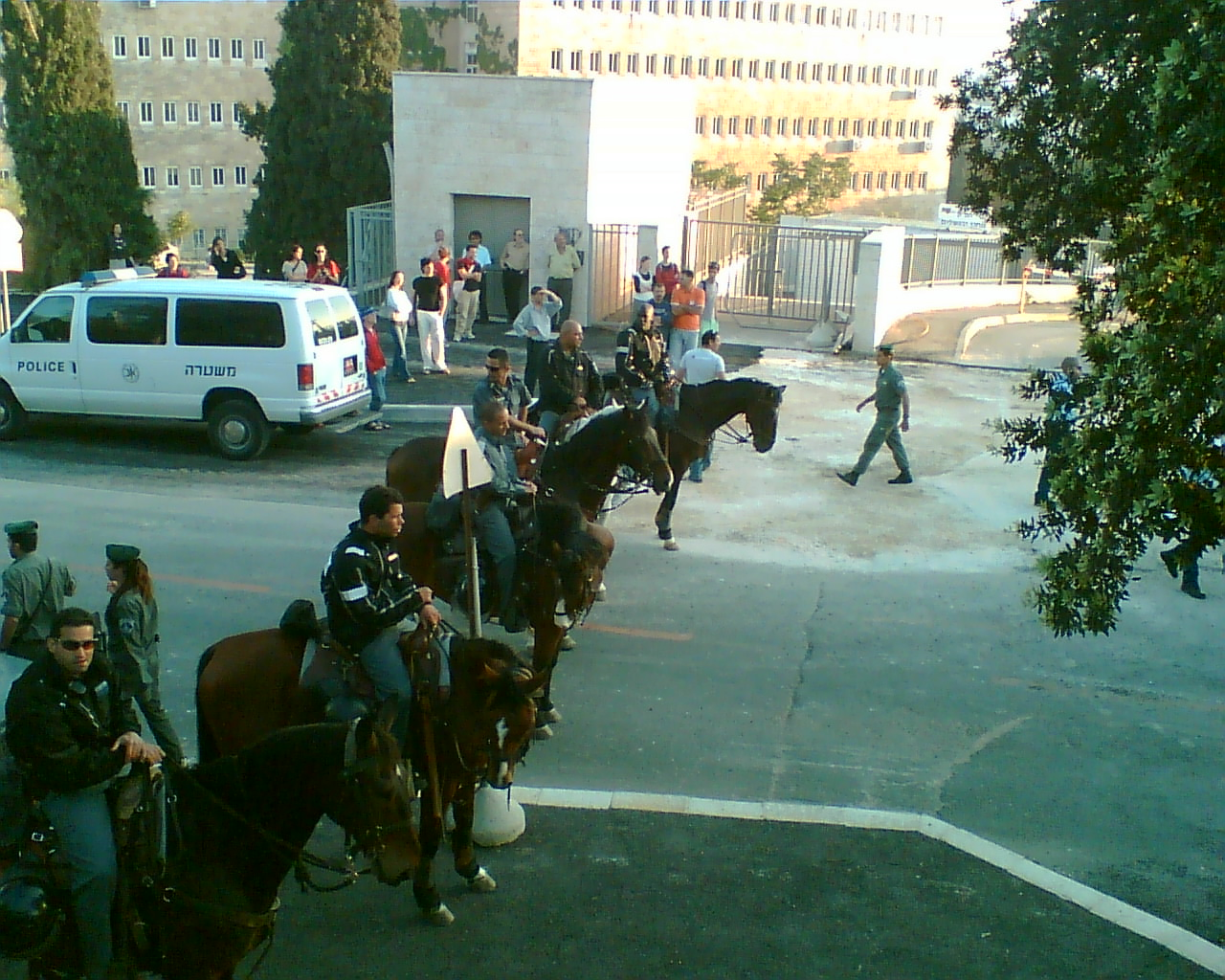
Policja konna

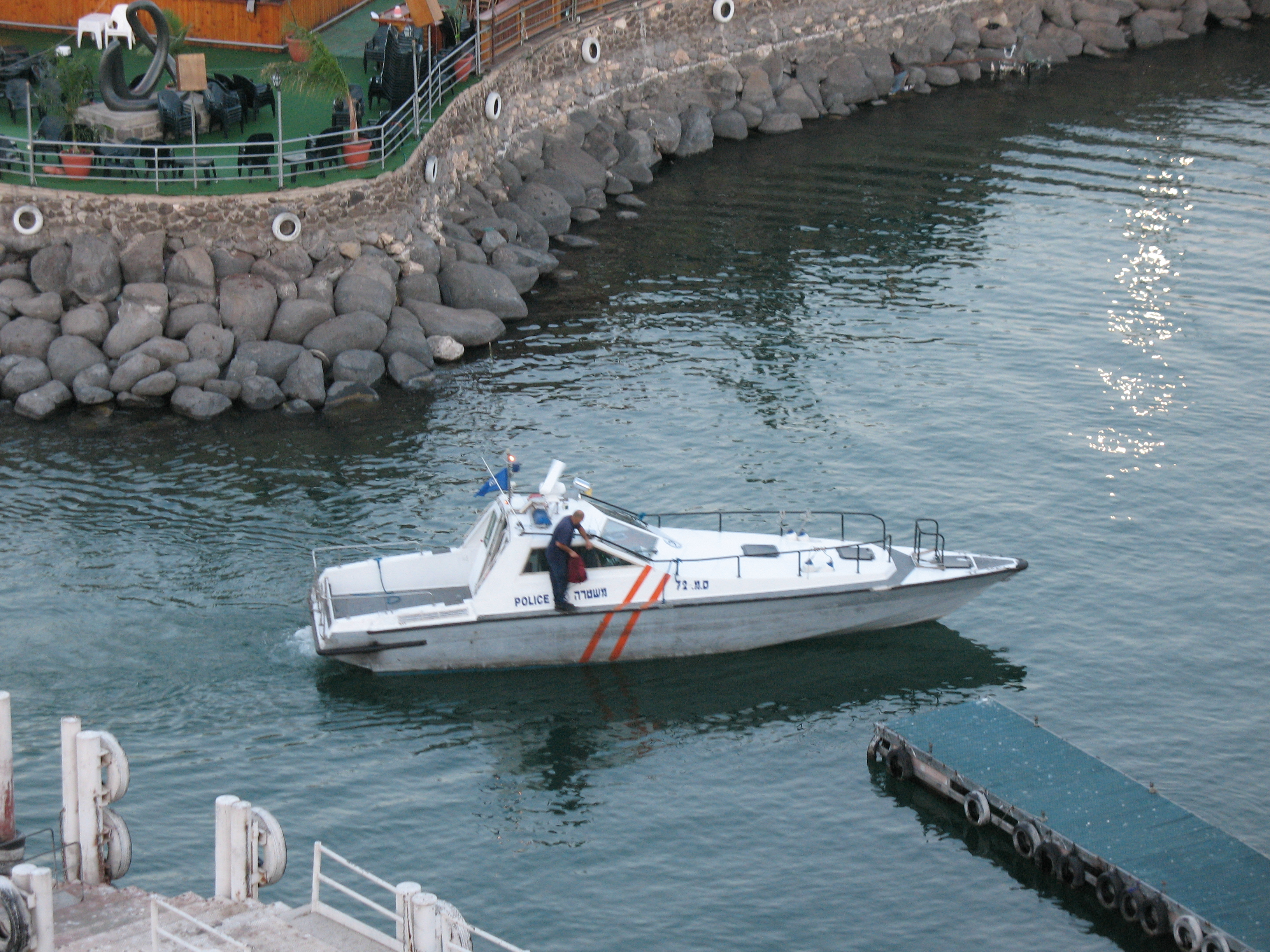
Policyjna motorówka patrolowa

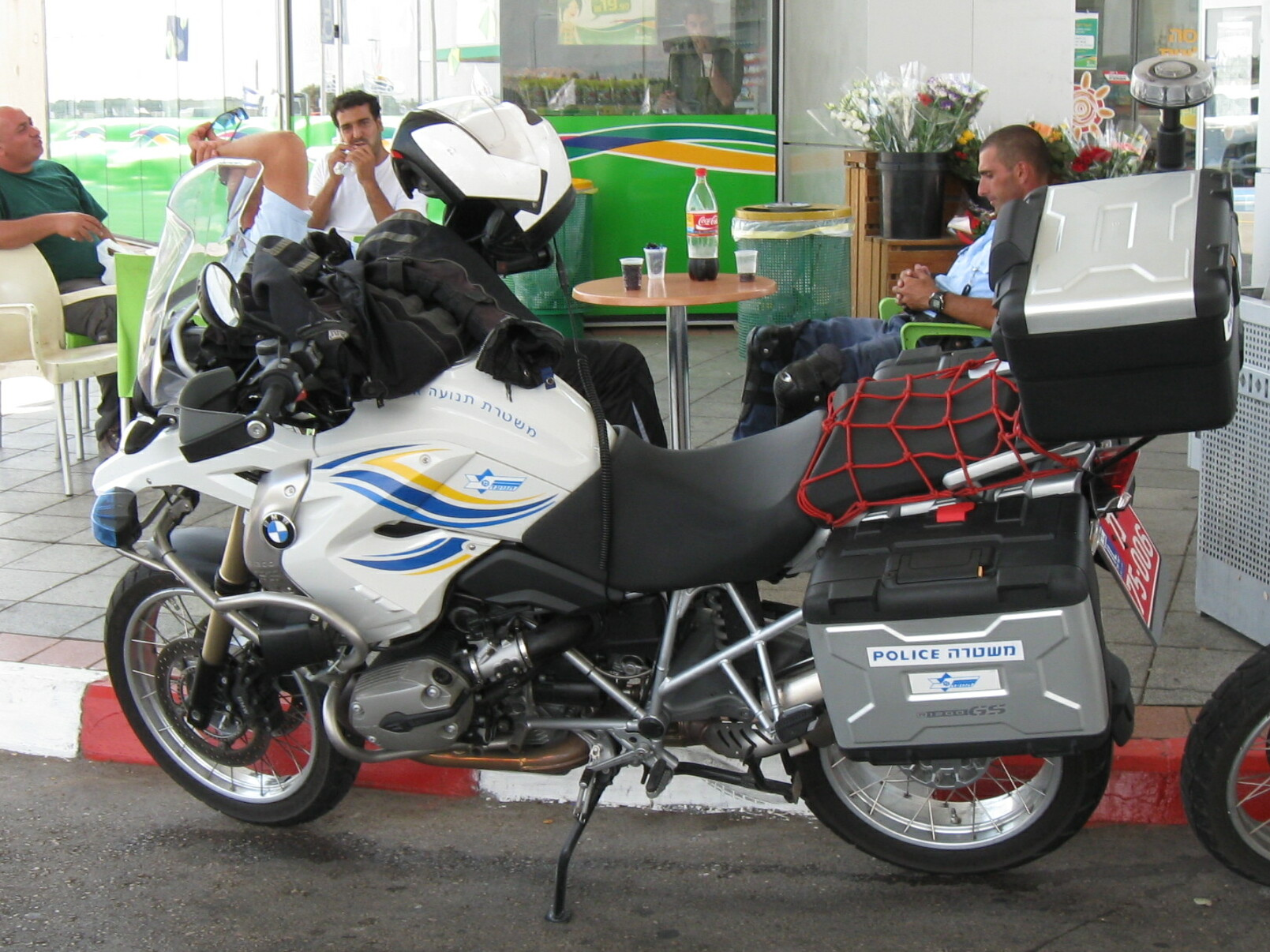
Izraelscy policjanci podczas przerwy w pracy

Siły izraelskiej policji dysponują szerokim wachlarzem możliwości działań, w skład których wchodzą działania patrolowe, zadania związane z utrzymaniem porządku wewnętrznego, zapobieganie przestępstwom przeciwko życiu i mieniu, a także kontrola nad więźniami i zatrzymanymi.
Wśród ogólnokrajowych jednostek operacyjnych znajdują się saperzy, załogi helikopterów, negocjatorzy oraz oficerowie śledczy. Na początku 2008 podjęto decyzję o podporządkowaniu wszystkich ogólnokrajowych jednostek policyjnych pod dowództwo jednego oficera operacyjnego, którego nazywa się „Blade 433". Podlegają mu: Jednostka Przestępstw Międzynarodowych, Jednostka Przestępstw Narodowych, Jednostka Przestępstw Gospodarczych, Krajowe Biuro do Zwalczania Przestępczości Drogowej, System Gromadzenia Informacji „Unit 33", Dyrektor ds. Imigracji, mobilne laboratoria.
Wykonując swoje rutynowe i nadzwyczajne zadania, ogólnokrajowe jednostki policji realizują następujące punkty działania:
- oceniają sytuację i dokonują dyslokację sił do różnych jednostek;
- przeprowadzają regularne ćwiczenia według scenariuszów możliwych zagrożeń (wroga działalność terrorystyczna, zakłócenie porządku publicznego, ostrzał rakietowy, atak przy użyciu broni chemicznej lub biologicznej);
- dysponują odpowiednie środki do realizacji powierzonych zadań (helikoptery, zwierzęta, pojazdy specjalistyczne, urządzenia nadzoru);
- w sytuacjach kryzysowych wdrażają jednostki policyjne w struktury Sił Obronnych Izraela;
- sporządzają raporty o nieprawidłowościach w rutynowych lub nadzwyczajnych działaniach, podejmują działania korygujące, koordynują współpracę z innymi agencjami obrony państwa[1].

Istnieją następujące ogólnokrajowe jednostki policji:
- Rekonesans – jednostki policyjne szybkiego reagowania na zdarzenia, takie jak napady, pobicia, przemoc w rodzinie i inne przypadki naruszenia porządku publicznego. W rzeczywistości te siły patrolowe stanowią podstawę działania innych jednostek policji. Działają one przez całą dobę i są główną najważniejszą osią działalności izraelskiej policji. Policja angażuje duże siły do tej formy działalności.
- Jasam (ang. Yasam) – specjalne patrole izraelskiej policji, przeznaczone do zapewnienia szybkiej reakcji operacyjnej na zgłoszone przypadki naruszenia bezpieczeństwa publicznego. Do podstawowych zadań należy szybkie reagowanie w przypadku zamieszek, masowych wypadków lub katastrof. Jednostki te stanowią siły rezerwowe policji dla wszystkich innych jednostek izraelskiej policji.
- Jednostka psów policyjnych – przychodzi z pomocą innym jednostkom policyjnym podczas prowadzenia dochodzeń kryminalnych lub działań związanych z zapewnieniem bezpieczeństwa publicznego. Policyjne psy tradycyjnie są wykorzystywane do poszukiwania zaginionych ludzi, narkotyków, materiałów wybuchowych i przeszukiwania ruin zniszczonych budynków. Innym policyjnym oddziałem jest jednostka konna, specjalizująca się w działaniach związanych z zamieszkami, zabezpieczaniem plaż nadmorskich oraz patrolowaniem obszarów wiejskich.
- Policja wodna – każdego roku przeprowadza wiele akcji ratowniczych, a także prowadzi działalność kontrolowania bezpieczeństwa żeglarzy i dochodzeń w przypadkach przestępstw na morzu. Policja wodna jest podzielona na sześć jednostek: cztery na Morzu Śródziemnym, jedna na Jeziorze Galilejskim i jedna na Morzu Czerwonym.
- Antysabotażyści – specjalistyczna jednostka saperska zajmująca się neutralizowaniem bomb i materiałów wybuchowych. Działalność ta obejmuje reagowanie na wszystkie zgłoszenia obywateli o podejrzanych przedmiotach lub pojazdach. Realizowane są także rutynowe działania zabezpieczające i sprawdzające przystanki autobusowe, dworce autobusowe i kolejowe, centra handlowe, plaże, centra publiczne i inne możliwe cele działalności terrorystycznej. Każdego roku policyjni saperzy unieszkodliwiają dziesiątki ładunków wybuchowych. Podczas tych działań wykorzystywane są specjalistyczne roboty. Z jednostką saperską współpracują laboratoria kryminalistyki, zbierające dowody na miejscu zdarzenia, analizujące dane i przygotowujące ekspertyzy oraz raporty techniczne na potrzeby innych jednostek policyjnych lub sądów.
- Jamar (hebr. ימ''ר) – elitarne jednostki do zwalczania przestępczości zorganizowanej (narkotyki, pranie brudnych pieniędzy, handel ludźmi, nielegalny hazard, wymuszenia i morderstwa).
- Jednostki konwojowe – są to policyjne jednostki wyspecjalizowane w realizowaniu zadań konwojowania zatrzymanych do sądów oraz przetrzymywania ich w aresztach w oczekiwaniu do procesu sądowego (po zatwierdzeniu ich zatrzymania przez sąd).
- Inne – izraelska policja posiada specjalne jednostki zapewniające bezpieczeństwo instytucjom edukacyjnym i transportu publicznego w pobliżu szkół. Działania te mają niezwykle ważne znaczenie dla policji, która w tym zakresie współpracuje z lokalnymi władzami, firmami transportowymi, Ministerstwem Edukacji i Ministerstwem Transportu.
- Izraelska policja posiada system przekazywania komunikatów w sytuacjach kryzysowych. W dziedzinie tej współpracują zawodowi oficerowie policji z wybitnymi uczonymi w zakresie psychologii reagowania tłumu. Poprzez analizę różnych zdarzeń wypracowywane są najlepsze procedury działań. W zespole tym znajdują się także negocjatorzy, działający w różnorodnych sytuacjach kryzysowych (próby samobójstwa, porwania i wymuszenia).
- Jednostka powietrzna – do celów służby policyjnej dostosowano kilkanaście helikopterów Bell 206 oraz starszych samolotów. Działalność tej jednostki obejmuje ściganie złodziei samochodów, lokalizacja nielegalnych przekroczeń granicy, kontrola ruchu drogowego, udzielanie wsparcia logistycznego w zdarzeniach kryzysowych lub podczas zadań specjalnych innych jednostek policyjnych. Helikoptery najczęściej współpracują z jednostkami lądowymi. Działania te koordynuje oficer operacyjny nazywany „Air Patrol”, który umożliwia łączność pomiędzy siłami powietrznymi i lądowymi (wprowadzanie blokad drogowych i odcinanie dróg ucieczki podejrzanych).

### Jednostki specjalne policji

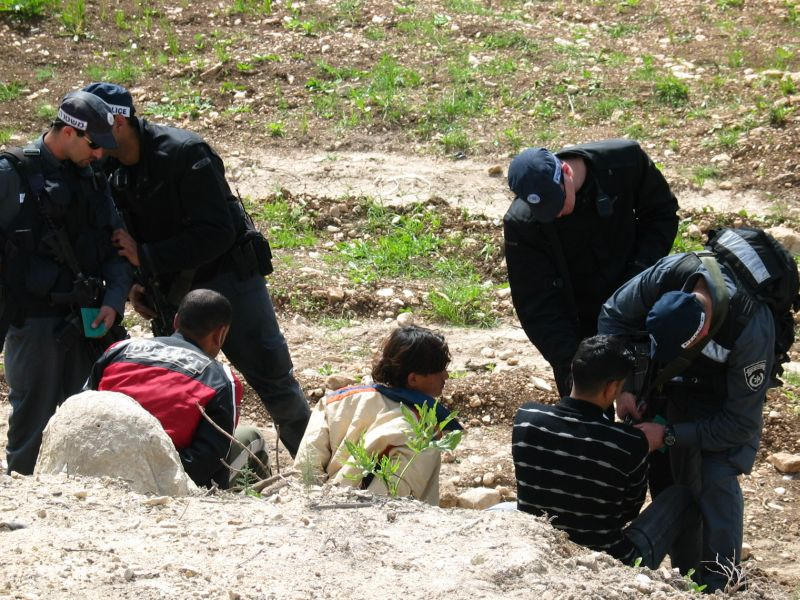
Jamam

Izraelska Policja posiada różnorodne jednostki sił specjalnych, których działania koordynuje powołana w tym celu Centrala. Opracowuje ona metody współdziałania ze sobą jednostek antyterrorystycznych, helikopterów, negocjatorów i innych sił dodatkowych. Centrala rozwija metody działania, analizuje zdarzenia kryzysowe i określa zakres realizowanych ćwiczeń sprawdzających współpracę pomiędzy jednostkami.
- Jamam (hebr. ימ''מ) – antyterrorystyczna jednostka specjalna policji, będąca elitarną jednostką sił specjalnych przeznaczoną do walki z terroryzmem, odbijania zakładników i prowadzenia działań antyterrorystycznych.
- Jamas (hebr. ימ''ס) – znane jako jednostki „tajnych” – specjalna jednostka tajnych funkcjonariuszy policji, prowadzących działania wywiadowcze, aresztowania, ale także akcje specjalne takie jak aresztowania i działania zapobiegania przestępstwom. Jednostka posiada sekcję specjalizującą się w działaniach wśród ludności arabskiej i przeciwdziałaniu terroryzmowi.
- Jamag (hebr. ימ''ג) – specjalna jednostka policyjna do zwalczania poważnych zamieszek.
- Matilan (hebr. מתיל''ן) – specjalna jednostka policji prowadząca walkę z przypadkami naruszania granic państwowych i walcząca z przestępczością zagraniczną na terytorium Izraela. Jednostka dysponuje specjalistycznym sprzętem obserwacyjnym i udziela wsparcia logistycznego innym jednostkom policji.
- Samag (hebr. סמ''ג) – Patrol Graniczny – specjalne jednostki policji wykorzystywane jako siły rezerwowe do różnych zadań specjalnych.

### System szkoleń i przyznawania licencji
Izraelska policja nadzoruje system szkoleń pracowników ochrony wszystkich urządów i form w Izraelu. Przeprowadzane są ćwiczenia, podczas których jednostki policyjne szkolą się we współpracy z innymi służbami bezpieczeństwa, a także z prywatnymi firmami ochrony.
Policja nadzoruje także system przyznawania przedsiębiorstwom licencji bezpieczeństwa. Procedura przyznawania licencji, oraz nadzór i kontrola zgodności z przepisami, dotyczy wszystkich sfer bezpieczeństwa publicznego (wyjścia awaryjne z budynków, schody awaryjne, typ konstrukcji, środki zabezpieczeń, oznakowanie itp.).

## Uzbrojenie Policji
Karabinki automatyczne:

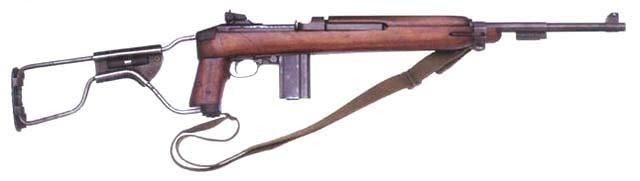
Karabinek M1A1

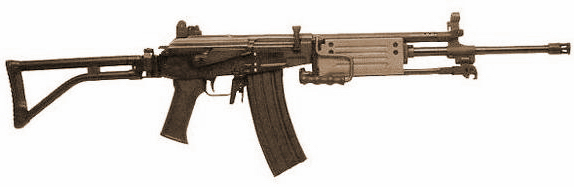
Karabin Galil

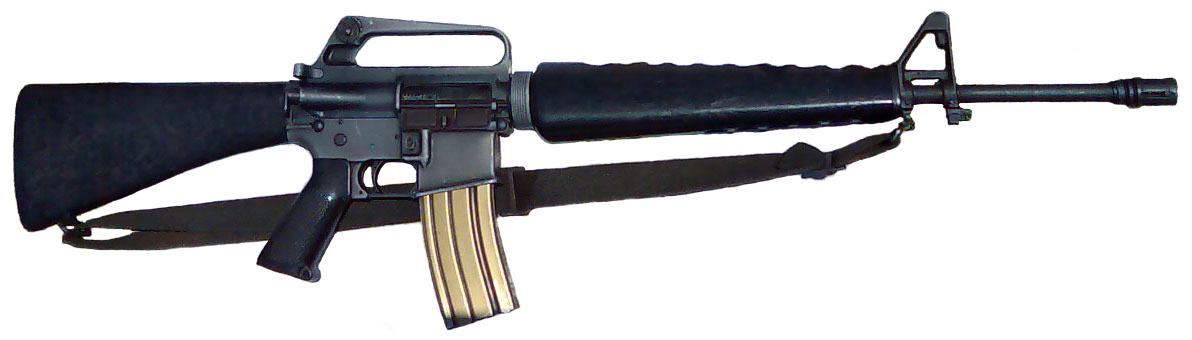
Karabin M16

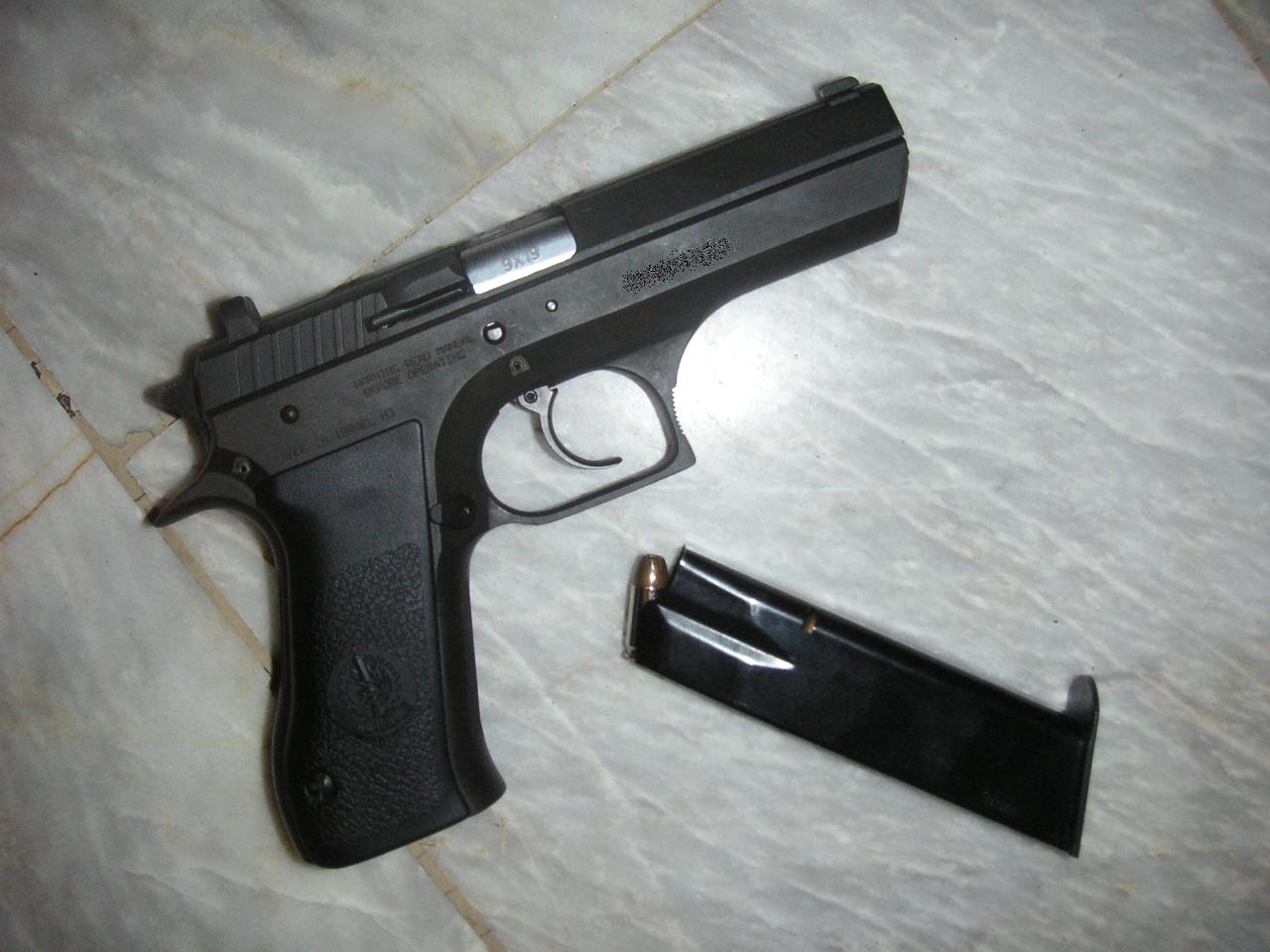
Pistolet Jericho 941

- Karabinek M1 (również na uzbrojenia Straży Cywilnej)
- Karabinek M1A1 – zmodernizowana wersja karabinka M1
- Karabin Galil
- Karabin M16
- Karabin CAR-15
- Karabinek M4

Karabiny wyborowe:
- Karabin Remington 700
- Mauser SP66 oraz SR86
- Karabin Kar98k (na uzbrojeniu Straży Cywilnej)
- Karabin M14 (na uzbrojeniu Policji Granicznej)
- Karabin snajperski Galil

Pistolety:
- Pistolet Jericho 941
- Pistolet Beretta 71
- Pistolet Browning-Power F, N
- Pistolet Glock 17 i Glock 19 (jednostki specjalne)

Środki przymusu bezpośredniego:
- Pałka policyjna
- Gaz drażniący
- Gaz pieprzowy
- Kule gumowe
- Granat błyskowy
- kajdanki i prowadnice
- kaftan bezpieczeństwa
- pasy i siatki obezwładniające
- pies i koń służbowy
- wodne środki obezwładniające
- kolczatka drogowa
- pociski niepenetracyjne miotane z broni palnej

## Komisarze Policji
- Jechezkel Sahar (1948–1958)
- Josef Nachmias (1958–1964)
- Pinchas Kopel (1964–1972)
- Aaron Sela (1972)
- Sza’ul Rosolio (1972–1976)
- Chajjim Tawori (1976–1979)
- Herzl Szapir (1980)
- Arje Iwcen (1981–1985)
- Dawid Kraus (1985–1990)
- Ja’akow Turner (1990–1993)
- Rafi Peled (1993–1994)
- Asaf Hefetz (1994–1997)
- Jehuda Wilk (1998–2000)
- Szelomo Aharoniszki (2001–2004)
- Mosze Karadi (2004–2007)
- Dudi Kohen (od 2007)